# Rock na Wyspie
Rock na Wyspie – ogólnopolski festiwal rockowy odbywający się w latach 1981, 1983–1984 na Wyspie Słodowej we Wrocławiu.

## Historia
Organizatorem festiwalu był wrocławski oddział Polskiego Stowarzyszenia Jazzowego, którego prezesem był Piotr Tomicki. Miejsce w którym miał się odbyć, wybrał akustyk Andrzej „Anzelm” Knapczyński. Pierwsza impreza z cyklu Rock na Wyspie odbyła się w sierpniu 1981 roku i trwała dwa dni. A więc tydzień po festiwalu jarocińskim we Wrocławiu gościły przede wszystkim gwiazdy występujące na tej imprezie, takie jak m.in.: TSA, Perfect, Art Rock, Dżem, Kwadrat, Krzak, Józef Skrzek z zespołem, Ogród Wyobraźni, czy RSC. Podczas pierwszej edycji festiwalu wystąpił także zespół Mech, który zagrał w Jarocinie już w 1980 roku. Na scenie pojawili się także wykonawcy wrocławscy, tacy jak: zespół CDN z wokalistą Pawłem Kukizem i gitarzystą Leszkiem Cichońskim, Cross w którym śpiewał Krzysztof Cugowski po odejściu od Budki Suflera, czy blues-rockowa formacja Easy Rider. Koncerty odbywały się w godzinach 18:00-23:00, ponieważ władze miasta nie zgodziły się na więcej. Druga edycja festiwalu miała miejsce w dn. 20–21 sierpnia 1983 roku (obydwa koncerty rozpoczynały się o godz. 17:00). Wystąpili m.in.: Lombard, Martyna Jakubowicz, Lady Pank, Slim, Daab, Bakshish, Izrael, Casus. Wielkim wydarzeniem były występy Klausa Schulze (eks-Tangerine Dream) i zespołu Misty in Roots. Burzliwy przebieg miała ostatnia edycja festiwalu, która odbyła się w 1984 roku. Ulewa spowodowała pęknięcie dachu sceny podczas występu grupy TSA, który został przełożony na dzień następny. Zespół Klaus Mitffoch, główna gwiazda trzeciej edycji festiwalu nie wystąpił (miał zagrać po występie zespołu Siekiera), zaś na scenie pojawił się Lech Janerka i zakomunikował publiczności koniec działalności grupy. Gwiazdą następnego dnia festiwalowego była będąca wówczas u szczytu popularności brytyjska formacja Kajagoogoo, występująca już bez Limahla w składzie.
Podczas drugiej edycji festiwalu, 21 sierpnia 1983 roku odbył się koncert tematyczny, zatytułowany Reggae na Wyspie, który przeszedł do historii jako pierwszy oficjalny festiwal reggae w Polsce. Wystąpili: Casus (rock-pop-reggae), Bakshish i Daab oraz Izrael wraz z brytyjskim zespołem Misty In Roots (była to pierwsza polska trasa koncertowa tej grupy, zaproszonej przez Polskie Stowarzyszenie Jazzowe).